# غلامحسین عرفانی
غلام‌حسین عرفانی از سیاستمداران ایرانی بود، که در دوره‌  بیستم بعنوان نماینده ایلام  در مجلس شورای ملی حضور داشت.